# 감쇠장
감쇠장(減衰場, 영어: evanescent field) 또는 소산장(消散場)이란 전자파(빛),가 특정한 조건 하에서 금속 같은 반사성이 있는 매질 내부에서 야기하는 전자장의 변동을 말한다. 감쇠장에서 방출(반사)되는 전자파인 소멸파(消滅波, 영어: evanescent wave)는 지수함수적으로 세기가 감소하는 전자기파로 근접장파의 일종이다.

## 도체 속에서의 전자기파[1]
일반적으로 도체 내에서는 전하의 움직임을 조절할 수 없고, 또한 {\displaystyle {\vec {J_{free}}}\neq 0}이다. 옴의 법칙에 따르면, {\displaystyle {\vec {J_{free}}}=\sigma {\vec {E}}}이다. 따라서 맥스웰 방정식은 다음과 같이 정리된다.
{\displaystyle {\vec {\triangledown }}\cdot {\vec {E}}={\frac {\rho _{free}}{\epsilon }}}
{\displaystyle {\vec {\triangledown }}\cdot {\vec {B}}=0}
{\displaystyle {\vec {\triangledown }}\times {\vec {E}}=-{\frac {\partial {\vec {B}}}{\partial t}}}
{\displaystyle {\vec {\triangledown }}\times {\vec {B}}=\mu \sigma {\vec {E}}+\mu \epsilon {\frac {\partial {\vec {E}}}{\partial t}}}

이 때, 자유전하에 대한 연속방정식은 다음을 만족한다.
{\displaystyle {\frac {\partial \rho _{free}}{\partial t}}=-\sigma ({\vec {\triangledown }}\cdot {\vec {E}})=-{\frac {\sigma }{\epsilon }}\rho _{free}}

따라서 이를 만족하는 해는 다음과 같이 지수함수적으로 감소하는 형태의 자유전하를 보인다.
{\displaystyle \rho _{free}(t)=e^{-{\frac {\sigma }{\epsilon }}t}\rho _{free}(0)}

이 때, 고유시간 {\displaystyle \tau =\epsilon /\sigma }는 초기 자유전하가 흩어지는데 소모되는 characteristic time으로, 완벽한 도체에서는 {\displaystyle \sigma =\infty }이므로 {\displaystyle \tau =0}이다. 따라서 우리는 도체의 자유전하를 0으로 둘 수 있고, 맥스웰 방정식은 다음과 같이 고쳐진다.
{\displaystyle {\vec {\triangledown }}\cdot {\vec {E}}=0}
{\displaystyle {\vec {\triangledown }}\cdot {\vec {B}}=0}
{\displaystyle {\vec {\triangledown }}\times {\vec {E}}=-{\frac {\partial {\vec {B}}}{\partial t}}}
{\displaystyle {\vec {\triangledown }}\times {\vec {B}}=\mu \sigma {\vec {E}}+\mu \epsilon {\frac {\partial {\vec {E}}}{\partial t}}}

이를 정리하면 다음과 같이 전기장과 자기장에 대한 미분방정식을 각각 얻을 수 있다.
{\displaystyle \triangledown ^{2}{\vec {E}}=\mu \epsilon {\frac {\partial ^{2}{\vec {E}}}{\partial t^{2}}}+\mu \sigma {\frac {\partial {\vec {E}}}{\partial t}}}
{\displaystyle \triangledown ^{2}{\vec {B}}=\mu \epsilon {\frac {\partial ^{2}{\vec {B}}}{\partial t^{2}}}+\mu \sigma {\frac {\partial {\vec {B}}}{\partial t}}}
이 미분방정식을 만족하는 해는 다음과 같다.
{\displaystyle {\widetilde {\vec {E}}}(z,t)={\widetilde {\vec {E_{0}}}}e^{i({\widetilde {k}}z-\omega t)}}
{\displaystyle {\widetilde {\vec {B}}}(z,t)={\widetilde {\vec {B_{0}}}}e^{i({\widetilde {k}}z-\omega t)}}

이 때, {\displaystyle {\widetilde {k}}^{2}=\mu \epsilon \omega ^{2}+i\mu \sigma \omega }이므로, {\displaystyle {\widetilde {k}}}는 복소수이고, {\displaystyle {\widetilde {k}}=k+i\kappa }라고 할 때,
{\displaystyle k=\omega {\sqrt {\frac {\epsilon \mu }{2}}}[{\sqrt {1+({\frac {\sigma }{\epsilon \omega }})^{2}}}+1]^{\frac {1}{2}}}
{\displaystyle \kappa =\omega {\sqrt {\frac {\epsilon \mu }{2}}}[{\sqrt {1+({\frac {\sigma }{\epsilon \omega }})^{2}}}-1]^{\frac {1}{2}}}
로 정리된다. 따라서 전자기장의 편광과 위상, 실수 부분을 고려하여 실질적인 전자기장은 다음과 같이 나타난다.
{\displaystyle {\vec {E}}(z,t)=E_{0}e^{-\kappa z}cos(kz-\omega t+\delta _{E})}
{\displaystyle {\vec {B}}(z,t)=B_{0}e^{-\kappa z}cos(kz-\omega t+\delta _{E}+\phi )}

이 때, 지수함수적으로(e^{-\kappa z}) 감쇠하는 부분에 의해 이는 소멸파로 분류되는 현상 중 하나이다.

## 이방성(anisotropic) 매질에서의 전자기파[2][3][4][5][6][7][8][9][10][11][12][13][14][15][16][17][18]

### 소개
```
평면파가 소멸파라는 것은 평면파의 slowness vector의 성분 중 적어도 하나가 복소수라는 것이다. 이 복소수의 허수 부분은 공간상에서의 
진폭
 감쇠 효과를 낳는다.
```

### 소멸파에 대한 Christoffel equation
조화 평면파가 homogeneous, arbitrarily한 이방성 매질을 통과한다고 가정하자. 이 때, 평면파는 다음과 같이 표현된다.
{\displaystyle u_{n}=U_{n}e^{i\omega (m_{j}x_{j}-t)}}
(이 때, {\displaystyle {\vec {u}}}는 변위벡터, {\displaystyle {\vec {U}}}는 단위 편광 벡터, {\displaystyle \omega }는 각속도 {\displaystyle {\vec {m}}}은 slowness 벡터이다. 그리고 우리가 알고 있듯이 일반적으로 {\displaystyle {\vec {k}}=\omega {\vec {m}}}이다.)
이제 slowness 벡터의 성분 중 적어도 하나가 복소수라고 가정하자.
{\displaystyle m_{j}=m_{j}^{re}+im_{j}^{im}}
{\displaystyle u_{n}=U_{n}e^{i\omega (m_{j}^{re}x_{j}-t)-\omega m_{j}^{im}x_{j}}}

이 평면파는 파동 방정식을 만족해야 하므로 다음의 식이 유도된다.
{\displaystyle \rho {\frac {\partial ^{2}u_{i}}{\partial t^{2}}}-c_{ijkl}{\frac {\partial ^{2}u_{k}}{\partial x_{j}\partial x{l}}}=0}
(일반적으로 {\displaystyle c_{ijkl}}은 christoffel matrix라고 물리우며, {\displaystyle G_{ik}}로 쓰인다. 여기서 {\displaystyle \delta _{ik}}는 Kronecker symbol이다.)
소멸파의 조건에 의해서 slowness 벡터와 변위 벡터는 일반적으로 모두 복소수이다. 따라서 위 식의 좌변은 실수부와 허수부로 나뉠 수 있고, 이는 {\displaystyle \ vec{m},{\vec {U}}}에 대한 coupled equation을 준다.
지금 우리는 non-attenuative, 즉 purely elastic model에 대해 다루고 있다고 할 때, 매질이 elastic하고, isotropic 하다면 slowness 벡터의 실수부와 허수부가 서로에 대해 수직하다. 게다가 purely isotropic tensor {\displaystyle c_{ijkl}}는 방정식을 다음의 두 관계식으로 나타내준다.
{\displaystyle |{\vec {m}}^{re}|^{2}={\frac {1}{V^{2}}}+|{\vec {m}}^{im}|^{2}}
{\displaystyle {\vec {m}}^{re}\cdot {\vec {m}}^{im}=0}
(이 때, V는 P- 또는 S- wave의 속도이고, {\displaystyle {\vec {m}}^{im}}에 의해 결정되는 진폭의 감쇠 방향과 {\displaystyle {\vec {m}}^{re}}에 의해 결정되는 파동의 진행방향이 서로 수직하다.

{\displaystyle {\vec {m}}^{im}}의 크기는 소멸파의 frequency-normalized 진폭 감쇠 요인을 나타내고, 소멸파의 속도({\displaystyle {\frac {1}{|{\vec {m}}^{re}|}}})는 {\displaystyle |{\vec {m}}^{im}|}의 증가에 의해 매질의 속도 V부터 0까지 감소하게 된다.
이 때, 소멸파는 [{\displaystyle x_{1}}, {\displaystyle x_{2}}] plane으로 진행하며, {\displaystyle x_{3}} 방향으로 감쇠한다고 가정하자. 또한 매질은 수직축에 대해 transversely isotropic하므로, VTI 모델은 azimuthally isotropic하며, 모든 수직 평면은 동일하므로 slowness 벡터를 좌표평면 [{\displaystyle x_{1}} , {\displaystyle x_{3}}]에서 다루기에 충분하다. 따라서 {\displaystyle m_{2}=0}이다.
{\displaystyle {\vec {m}}^{re}=\{m_{1}^{re},0,0\},{\vec {m}}^{im}=\{0,0,m_{3}^{im}\}}

따라서 평면파는 다음과 같이 표현된다.
{\displaystyle u_{n}=U_{n}e^{i\omega (m_{1}x_{1}-t)-\omega m_{3}x_{3}}}

그리고 VTI 모델의 stiffness tensor와 위의 단순화된 slowness 벡터를 {\displaystyle c_{ijkl}m_{j}m_{l}-\rho \delta _{ik}=0}에 대입하면, 다음의 세가지 식을 얻는다.
{\displaystyle [c_{11}(m_{1}^{re})^{2}-c_{55}(m_{3}^{im})^{2}-\rho ]U_{1}+i(c_{13}+c_{55})m_{1}^{re}m_{3}^{im}U_{3}=0}
{\displaystyle [c_{66}(m_{1}^{re})^{2}-c_{55}(m_{3}^{im})^{2}-\rho ]U_{2}=0}
{\displaystyle i(c_{13}+c_{55})m_{1}^{re}m_{3}^{im}U_{1}+[c_{55}(m_{1}^{re})^{2}-c_{33}(m_{3}^{im})^{2}-\rho ]U_{3}=0}

여기서 SH-wave는 두 번째 식으로부터 유도되는 소멸파이고, P-wave와 SV-wave는 각각 첫 번째, 세 번째 식에서 유도되는 소멸파이다.

### SH-wave에 대한 정확한 해
SH-wave의 편광 벡터는 파동의 진행 평면인 [{\displaystyle x_{1}}, {\displaystyle x_{3}}]에 수직하고, slowness 벡터의 수평성분과 수직성분은 위에 주어진 두 번째 식에 의해 연관되어 있다.
{\displaystyle c_{66}m_{1}^{2}-c_{55}m_{3}^{2}-\rho =0}

이 때, slowness 벡터의 수평성분은 다음과 같이 표현할 수 있다.
{\displaystyle m_{1}^{2}={\frac {1}{V_{hor,SH}^{2}}}+{\frac {c_{55}}{c_{66}}}m_{3}^{2}={\frac {1}{1+2\gamma }}({\frac {1}{V_{S0}^{2}+m_{3}^{2}}})}
{\displaystyle V_{hor,SH}={\sqrt {\frac {c_{66}}{\rho }}}=V_{S0}{\sqrt {1+2\gamma }}}
(여기서 {\displaystyle \gamma }는 Thomsen anisotropy parameter이며, {\displaystyle \gamma ={\frac {c_{66}-c_{55}}{2c_{55}}}}이고, {\displaystyle V_{S0}}는 shear-wave vertical velocity로 {\displaystyle V_{S0}={\sqrt {\frac {c_{55}}{\rho }}}}이다. 또한 {\displaystyle V_{hor,SH}}는 homogeneous SH-wave의 수평 속도이다.)

등방성 매질에 대해서 SH-소멸파의 속도는 {\displaystyle V_{hor,SH}} 보다 {\displaystyle |m_{3}|}만큼 작았다. 일반적으로 {\displaystyle \gamma }는 0보다 크기 때문에 이는 주어진 {\displaystyle m_{1}} 값에 대해 {\displaystyle m_{3}^{2}}값을 증가시킨다. 따라서 진폭 감쇠 요인을 증가시킨다.

### P-wave와 SV-wave의 정확한 해
P-wave와 SV-wave는 각각
{\displaystyle [c_{11}(m_{1}^{re})^{2}-c_{55}(m_{3}^{im})^{2}-\rho ]U_{1}+i(c_{13}+c_{55})m_{1}^{re}m_{3}^{im}U_{3}=0}
{\displaystyle i(c_{13}+c_{55})m_{1}^{re}m_{3}^{im}U_{1}+[c_{55}(m_{1}^{re})^{2}-c_{33}(m_{3}^{im})^{2}-\rho ]U_{3}=0}
에 의해서 유도되는 소멸파인데, 이 두 방정식은 실수 변위 벡터 {\displaystyle {\vec {U}}}에 대해 일반적으로 동시에 풀 수 없다. 이는 물리학적으로 수직축과 수평축의 편광 성분 사이의 위상 변화가 발생하고, 소멸파의 편광이 비선형적이라는 것을 의미한다.
등방성 매질에 대한 문제에서는 이 위상 변화가 90도임을 보였는데, 이방성 매질에 대해서도 이를 적용하고 단순화를 위해 {\displaystyle U_{1},U_{3}}를 각각 실수, 허수로 정하였다.
(단, 위의 두 식에선 편광 성분들 사이의 비율만이 주어져 있기 때문에 {\displaystyle U_{1},U_{3}}는 언제든지 complex로 정할 수 있다.)
만일 {\displaystyle U_{1}}이 실수이고, {\displaystyle U_{3}=i|U_{3}|}라고 하면, 위의 두 식은 다음과 같이 정리된다.
{\displaystyle (c_{11}m_{1}^{2}-c_{55}m_{3}^{2}-\rho )U_{1}-(c_{13}+c_{55})m_{1}m_{3}|U_{3}|=0}
{\displaystyle (c_{13}+c_{55})m_{1}m_{3}U_{1}+(c_{55}m_{1}^{2}-c_{33}m_{3}^{2}-\rho )|U_{3}|=0}

위 방정식에 대해서 non-trivial한 해를 얻기 위해서는 {\displaystyle U_{1}}과 {\displaystyle |U_{3}|}에 대한 선형 방정식의 판별식이 0이 되어야 하므로,
{\displaystyle (c_{11}m_{1}^{2}-c_{55}m_{3}^{2}-\rho )(c_{55}m{1}^{2}-c_{33}m_{3}^{2}-\rho )+(c_{13}+c_{55})^{2}m_{1}^{2}m_{3}^{2}=0}

### P-wave에 대한 약한 이방성 근사
{\displaystyle m_{1}}과 {\displaystyle m_{3}}에 대한 정확한 표현은 간단하지 않다. 하지만 P-wave에서 {\displaystyle |m_{1}|}이 {\displaystyle |m_{3}|}보다 약간 작은 것을 도입하면 다음과 같이 표현할 수 있다.
{\displaystyle m_{1}^{2}={\frac {1}{V_{hor}^{2}}}+m_{3}^{2}(1-4\epsilon +2\delta )-2m_{3}^{4}V_{P0}^{2}(\epsilon -\delta )}
(단, {\displaystyle V_{hor}=V_{P0}{\sqrt {1+2\epsilon }}})

만일 {\displaystyle \epsilon =\delta =0}이라면 {\displaystyle m_{1}^{2}={\frac {1}{V_{P0}^{2}}}+m_{3}^{2}}이므로,
{\displaystyle m_{1}}은 {\displaystyle m_{3}}가 증가함에 따라 단조증가 하게 되고, 이는 소멸파의 진폭이 수직 방향에 대해서 더 빠르게 감쇠한다는 것을 의미한다.
만일 {\displaystyle \epsilon }과 {\displaystyle \delta }가 {\displaystyle V_{hor}}과 {\displaystyle m_{3}^{2}}항에 대해 큰 변화를 주고, {\displaystyle m_{3}^{4}}항이 순수하게 이방성을 띤다면, 식은 다음과 같이 정리할 수 있다.
{\displaystyle {\frac {m_{1}^{2}}{{\frac {1}{V_{P0}^{2}}}+m_{3}^{2}}}=1-2\epsilon -2m_{3}^{2}V_{P0}^{2}(\epsilon -\delta )}

{\displaystyle m_{3}V_{P0}}의 값이 작은 소멸파에 대해선 (즉 작은 진폭 감쇠에 대해) 위 식의 이방성 성분이 주로 {\displaystyle \epsilon }에 의해서 조정된다.
일반적인 TI 모델은 {\displaystyle \epsilon >0,\epsilon >\delta }인 성질을 갖고 있으므로, 이방성 부분은 주어진 {\displaystyle m_{3}}에 대해 {\displaystyle m_{1}}를 줄이게 된다. 이는 주어진 수평 slowness vector인 {\displaystyle m_{1}}에 대해서 이방성 성분이 {\displaystyle m_{3}}을 증가시키는 것을 뜻하므로 진폭의 감쇠가 일어난다.

### SV-wave에 대한 약한 이방성 근사
P-wave와 마찬가지의 과정에 따라 SV-wave에 대한 방정식은 다음과 같이 정리된다.
{\displaystyle m_{1}^{2}={\frac {1}{V_{S0}^{2}}}+m_{3}^{2}(1+2\sigma )+2m_{3}^{4}V_{S0}^{2}\sigma }

그리고 {\displaystyle \rho =(V_{P0}^{2}/V_{S0}^{2})(\epsilon -\delta )} 이므로,
{\displaystyle m_{1}^{2}={\frac {1}{V_{S0}^{2}}}+m_{3}^{2}(1+2\sigma )+2m_{3}^{4}V_{P0}^{2}(\epsilon -\delta )}

이방성은 homogeneous SV-wave의 수평 속도를 변화시키지 않으므로, 수평속도는 수직속도 {\displaystyle V_{S0}}와 같다.
일반적으로 {\displaystyle \sigma }는 0보다 크기 때문에 이는 {\displaystyle m_{3}}를 줄이기 때문에, 고정된 {\displaystyle m_{1}} 에 대해서 진폭 감쇠 효과가 일어난다.

## 같이 보기
- 스넬의 법칙
- 전반사
- 내부전반사형광현미경
- 도파관